# 삼궤구고두례
삼궤구고두례(三跪九叩頭禮) 또는 삼배구고두례(三拜九叩頭禮)는 신하나라가 큰 나라를 만났을 때 머리를 조아려 절하는 예법이다. 고두례는 본래 신불이나 직계 존친속에게 존경을 표시하기 위하여 행하던 것이다. 명나라 시대에 이르러서 황제에 대한 일종의 의식으로 발전하였다. 당시에 오배삼고지례(五拜三叩之禮)가 행해졌으며, 번속국의 조공사가 수도에 도착하여 황제를 알현할 때 이 의식이 행해졌다. 청나라가 입관하여 중국을 통치하기 시작한 이후에 명나라 시대의 오배삼고례는 삼궤구고두례로 대체되었다. 신해혁명 이후에 삼궤구고두례는 폐지되어 허리만 가볍게 굽히는 국궁(鞠躬)으로 대체되었다.

## 방식
삼궤구고두례를 행하는 방식은 “궤”(跪)의 명령을 듣고 무릎을 꿇는다. “일고두”(一叩頭), “재고두”(再叩頭), “삼고두”(三叩頭)의 호령에 따라 양 손을 땅에 댄 다음에 이마가 땅에 닿을 듯 머리를 조아리는 행동을 3차례 하고, “기”(起)의 호령에 따라 일어선다. 이와 같은 행동을 3회 반복한다.

## 역사

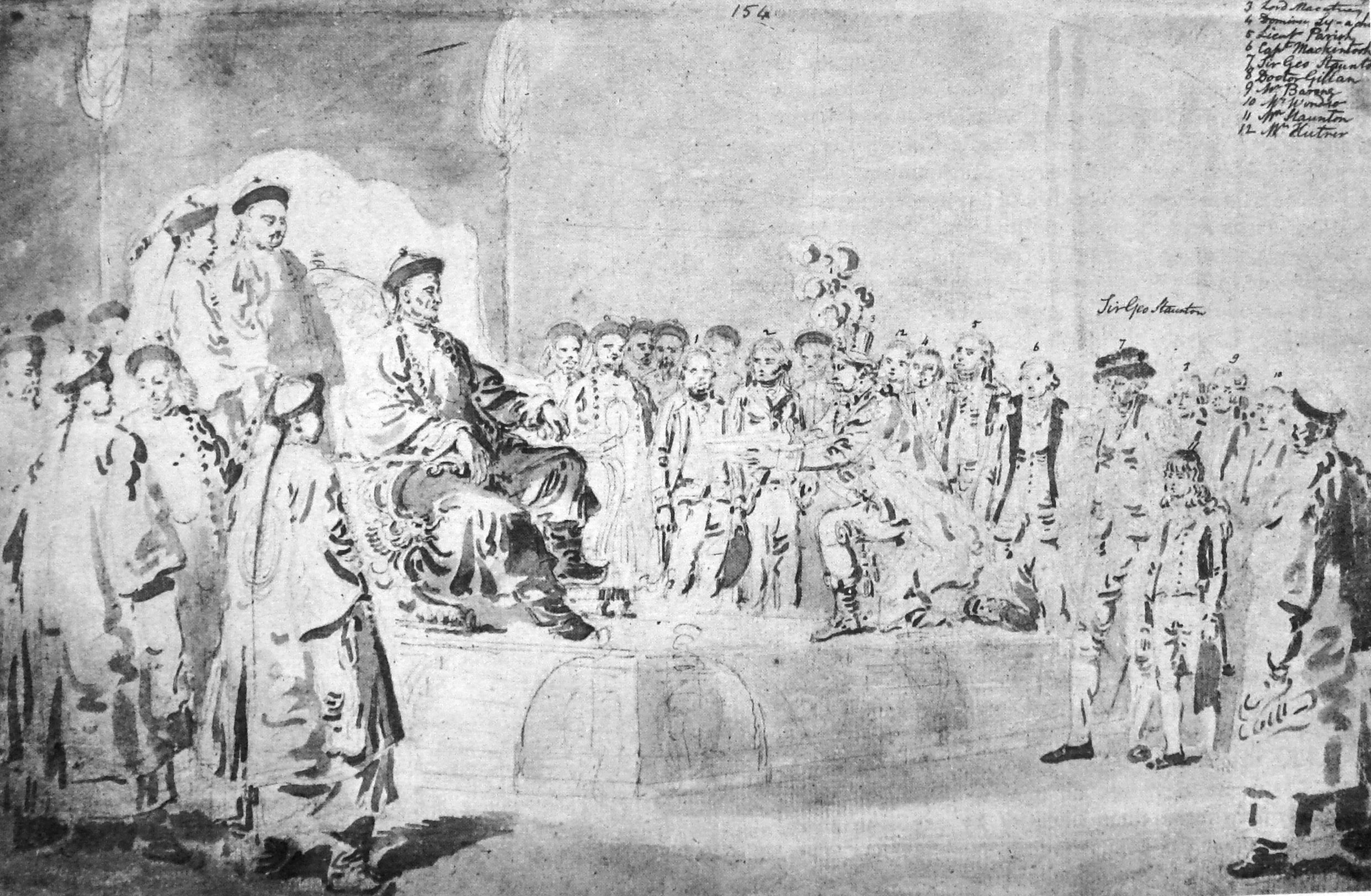
건륭제를 알현하는 매카트니

류큐의 제2차 쇼씨 왕조 시대에 청나라 책봉사가 도착하면 국왕과 관원들은 황제에 대한 예를 의미하는 ‘수례지방’(守禮之邦)의 편액이 걸린 슈레이 문에서 책봉사를 맞이하였고, 슈리성의 궁전에서 삼궤구고두례의 의식을 행하였다.
후금의 홍타이지가 국호를 청으로 새롭게 하고 황제에 즉위하여 조선에 조공과 명나라 출병을 요구하였다. 조선 국왕 인조가 이를 거절하자 숭덕제는 1636년 12월에 직접 군사를 이끌고 조선으로 출병하였고, 조선은 불과 두 달 만에 항복하였다. 인조는 음력 1월 30일에 삼전도(현재 서울특별시 송파구 삼전동 석촌호수 부근)에서 숭덕제를 향해 삼궤구고두례를 행하며 항복 의식을 하였다.
1793년 대영 제국의 외교관 조지 매카트니가 건륭제를 알현할 때 삼궤구고두례를 행할 것을 요구하였고, 매카트니는 영국식을 고집하였으나 쟁론 끝에 왼쪽 무릎을 굽히는 것으로 타협하였다. 1816년 윌리엄 애머스트(William Amherst)도 삼궤구고두례를 요구 받았지만 이를 거절하여 가경제를 알현하지 못하였다.
1873년 일본 제국의 특명전권대사 소에지마 다네오미가 동치제를 알현할 때 청나라 예부에서 삼궤구고두례를 요구하였지만 이를 거절하여 입례(立禮)를 하였다.
이후 청나라는 나날히 교묘해지고 해가 지날수록 심해지는 서구 열강의 침략에 쇠퇴하는 가운데 열강의 외교관들은 하나같이 청나라 예부의 삼궤구고두례 요청을 거절하고 입례(立禮)로 알현하였다.

## 같이 보기
- 책봉
- 조공